# نرسس پنجم
نِرسِس پنجم آشتاراکتسی (ارمنی: Ներսես Ե Աշտարակեցի؛ ۱۷۷۰ – ۱۳ فوریه ۱۸۵۷) یک کشیش، و فیلسوف اهل ارمنستان بود. وی بین سال‌های ۱۸۴۳ تا ۱۸۵۷ میلادی جاثلیق کلیسای حواری ارمنی بود. وی در نزدیکی کلیسای جامع اچمیادزین به خاک سپرده شده است.

## نگارخانه

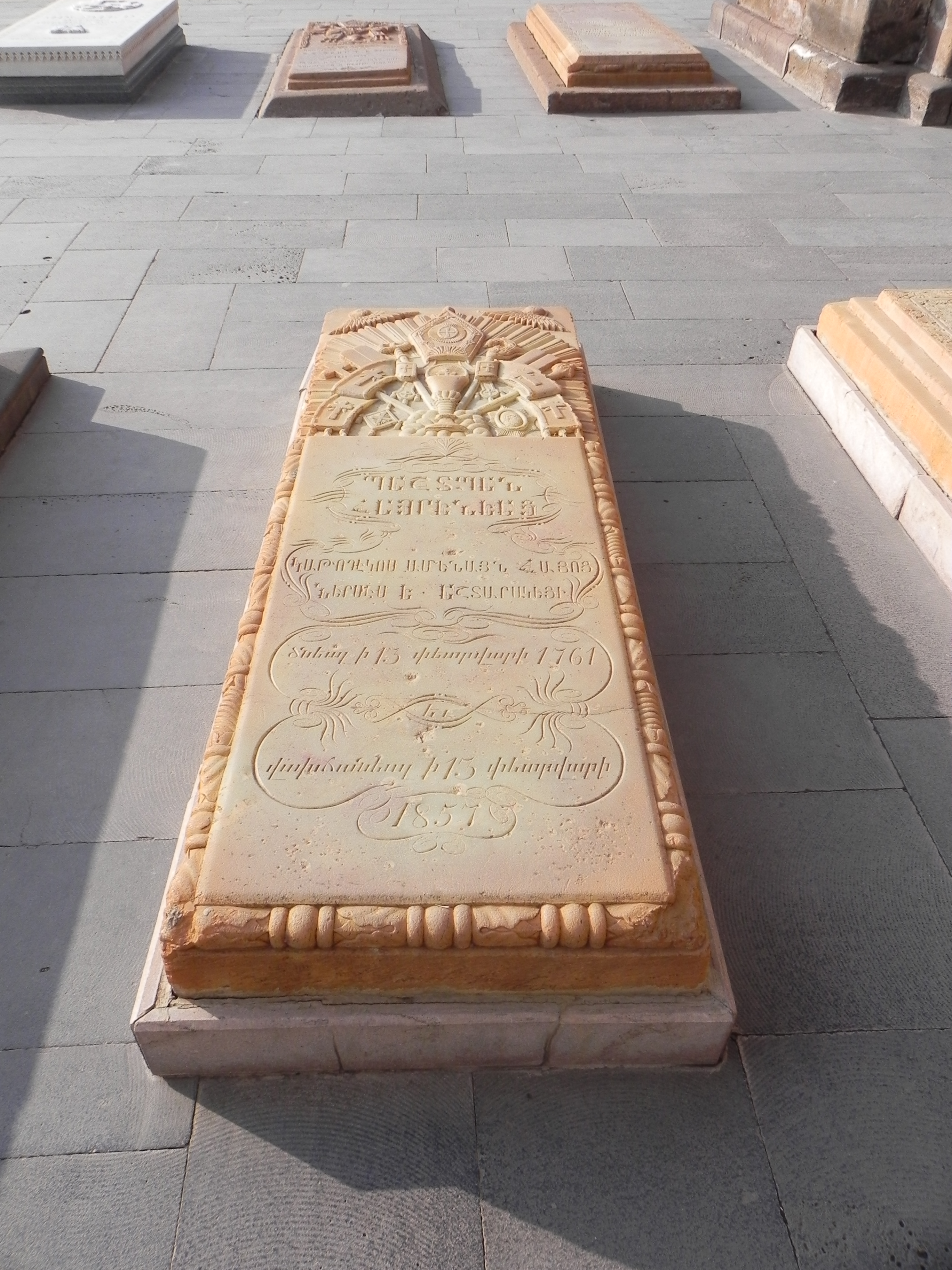
Tombstone of Nerses V near Mother Cathedral of Holy Etchmiadzin